# NGC 6564
NGC 6564 ist ein aus drei Sternen bestehender Asterismus im Sternbild Herkules. Er wurde am 15. Mai 1864 von Albert Marth bei einer Beobachtung irrtümlich für eine Galaxie gehalten und erlangte so einen Eintrag in den Katalog.